# Europäisches Jahr zur Bekämpfung von Armut und sozialer Ausgrenzung
Das Europäische Jahr zur Bekämpfung von Armut und sozialer Ausgrenzung ist das am 22. Oktober 2008 vom Europäischen Parlament und dem Europäischen Rat auf Vorschlag der Europäischen Kommission beschlossene Europäische Jahr 2010.

## Hintergrund
Die Bekämpfung von Armut und sozialer Ausgrenzung gehört zu den Zielen der Europäischen Union. Trotz der bislang unternommenen Anstrengungen leben noch 79 Millionen Menschen (16 Prozent der Bevölkerung) in der EU unterhalb der Armutsgrenze. Wenngleich sich der allgemeine Lebensstandard im Laufe der letzten Jahrzehnte deutlich verbessert hat, zeigen die aktuellen Zahlen der Eurobarometer-Befragung, dass in allen Mitgliedstaaten der Europäischen Union ein Teil der Bevölkerung von Ausgrenzung und Benachteiligung aufgrund von Armut betroffen ist. Eine große Mehrheit der Europäer (73 Prozent) sieht Armut als verbreitetes Problem in ihrem Land. Obwohl 89 Prozent der Befragten ihre Regierung in der Pflicht sehen, Armut zu bekämpfen, erwarten 74 Prozent der Europäer, dass auch die Europäische Union eine maßgebliche Rolle bei der Eindämmung von Armut und sozialer Ausgrenzung einnehmen sollte.

## Zielsetzungen
Unter dem Motto „Armut stoppen – Gemeinsam handeln“ will die Europäische Kommission mit dem Europäischen Jahr 2010 über Armut und soziale Ausgrenzung in Europa informieren. Dabei werden vier zentrale Handlungsfelder verfolgt:
1. Die Anerkennung der Grundrechte der in Armut und sozialer Ausgrenzung lebenden Menschen.
2. Die gemeinsame Verantwortung und Teilnahme aller gesellschaftlichen Akteure bei der Bekämpfung von Armut und sozialer Ausgrenzung.
3. Die Förderung eines stärkeren gesellschaftlichen Zusammenhalts.
4. Eine Erneuerung des Engagements der EU und ihrer Mitgliedstaaten, die Bekämpfung von Armut entschieden voranzutreiben.

Darüber hinaus ist das Ziel des Aktionsjahres, das öffentliche Bewusstsein für Armutsrisiken zu stärken, die Wahrnehmung der vielfältigen Ursachen und Auswirkungen von Armut zu erhöhen sowie Möglichkeiten zu ihrer Überwindung aufzuzeigen. Zudem soll den von Armut und sozialer Ausgrenzung Betroffenen ein Leben in Würde und eine umfassende Teilhabe an der Gesellschaft ermöglicht werden. Schließlich sollen die gesellschaftlichen und politischen Gruppen für die Armutsbekämpfung sensibilisiert und die soziale Integration in der Europäischen Union gefördert werden.

## Umsetzung
Die Aktivitäten im Rahmen des Europäischen Jahres werden weitgehend dezentral umgesetzt. Hierzu hat jedes der 29 Teilnehmerländer (die 27 EU-Mitgliedstaaten plus Norwegen und Island) ein nationales Programm aufgestellt. Zudem stehen insgesamt 17 Millionen Euro zur Verfügung, um Sensibilisierungskampagnen auf europäischer und nationaler Ebene sowie mehrere Hundert nationale Projekte zu fördern, die sich an den jeweiligen Prioritäten der Teilnehmerländer ausrichten.
Die Informationskampagne zum Europäischen Jahr umfasst unter anderem einen Journalistenwettbewerb, ein Kunstprojekt und zwei Fokuswochen im Mai und im Oktober, in denen EU-weit zahlreiche nationale Veranstaltungen durchgeführt werden. Zum Ende des Jahres findet im Rahmen der belgischen EU-Präsidentschaft am 17. Dezember eine Abschlusskonferenz in Brüssel statt.

## Das Europäische Jahr 2010 in Deutschland
Mit der Durchführung des Europäischen Jahres 2010 in Deutschland wurde das Bundesministerium für Arbeit und Soziales beauftragt. Zentrales Ziel des Aktionsjahres, welches in Deutschland unter dem Motto „Mit neuem Mut“ steht, ist es, das öffentliche Bewusstsein für die Risiken von Armut und sozialer Ausgrenzung zu stärken und die Wahrnehmung für ihre vielfältigen Ursachen und Auswirkungen zu schärfen. Das Europäische Jahr wird gemeinsam mit Betroffenenvertretern, Verbänden sowie Ländern und Kommunen auf nationaler Ebene umgesetzt.
Drei große Themenfelder sollen im EJ 2010 sichtbar werden:
1. „Jedes Kind ist wichtig - Entwicklungschancen verbessern!“
2. „Wo ist der Einstieg? - Mit Arbeit Hilfebedürftigkeit überwinden!“
3. „Integration statt Ausgrenzung - Selbstbestimmte Teilhabe für alle Menschen!“

Öffentlichkeit und Politik in Deutschland sollen mit dem Europäischen Jahr 2010 auf verschiedenen Ebenen für mehr Engagement gewonnen werden. Die Arbeit der Wohlfahrtsverbände, der unabhängigen Betroffenenverbände und die Initiativen freier Träger sollen Anerkennung und nachhaltige Stärkung erfahren. Zusätzlich werden Unternehmen ermutigt, gesellschaftliche Verantwortung zu übernehmen und sich freiwillig gesellschaftlich zu engagieren. Es soll deutlich werden, was jeder Einzelne und die Gesellschaft insgesamt gewinnen, wenn soziale Ausgrenzung und Armutsrisiken verringert werden.
Bei der Umsetzung der Kampagne wird das Bundesministerium für Arbeit und Soziales von zehn ehrenamtlichen Botschaftern/-innen aus den Bereichen Medien, Kunst, Kultur, Sport und Kirchen unterstützt. Sie werben mit ihrem öffentlichen Auftreten und Handeln für die Ziele des Europäischen Jahres 2010. Außerdem fördert das Bundesministerium für Arbeit und Soziales mit nationalen Mitteln und Fördergeldern der EU-Kommission insgesamt 40 themenbezogene Projekte mit insgesamt rund 1,4 Millionen Euro.